# آلیس‌سافت
آلیس‌سافت (انگلیسی: AliceSoft) شرکت بازی ویدئویی ژاپنی است، که در سال ۱۹۸۹ تأسیس شد.